# Léon Daum
Léon Daum (ur. 21 marca 1887 w Nancy, zm. 28 maja 1966 w Paryżu) – francuski menedżer i inżynier górnictwa, urzędnik państwowy, w latach 1952–1959 członek Wysokiej Władzy Europejskiej Wspólnoty Węgla i Stali. 

## Życiorys
Rodzina Daum prowadziła pracownię szkła artystycznego. Jego dziadek Jean Baum był początkowo notariuszem, a następnie artystą. Ojciec Antonin i stryj Auguste Daum także zostali artystami ceramikami. Léon Daum studiował w École polytechnique i w École nationale supérieure des mines de Paris, następnie dołączył do Corps des mines (państwowego korpusu wyższej służby technicznej).
Pracował w kopalni w Douai, pomiędzy 1911 a 1913 wysłany do Maroka. Od 1914 do 1917 uczestniczył jako oficer artylerii w I wojnie światowej, następnie ponownie do 1918 w Maroku. W latach 1919–1921 zatrudniony w przedsiębiorstwie górniczym w Saarze, doszedł do stanowiska głównego inżyniera. Od 1921 główny inżynier, a od 1927 dyrektor  firmy zbrojeniowej St. Chamond. W 1923 dołączył do MICUM, komisji kontrolującej rozwój kopalni w Zagłębiu Ruhry. W 1929 odszedł z Corps des mines. Zasiadał we władzach Comité des forges, zrzeszenia branży stalowej i żelaznej, zlikwidowanego przez rząd Francji Vichy w 1940. Jako jedyny członek tego komitetu dołączył do jego następcy CORSID (Comité d'organisation de la sidérurgie), pozostając jego członkiem do 1945.
Po II wojnie światowej pracował jako dyrektor firmy Rombas i zastępca dyrektora generalnego Marine-Homécourt, należał do założycieli stowarzyszenia menedżerów przemysłowych ACADI. Był francuskim delegatem do Organizacji Europejskiej Współpracy Gospodarczej, kierował w niej komisją ds. stali. Pomiędzy 10 sierpnia 1952 a 14 września 1959 a 1967 członek Wysokiej Władzy Europejskiej Wspólnoty Węgla i Stali kierowanej kolejno przez Jeana Monneta, René Mayera i Paula Fineta. Odpowiadał w nich za finanse, inwestycje i produkcję (1952–1955), finanse i przemysł (1955–1958) oraz inwestycje i produkcję (1958–1959).

## Życie prywatne
W 1913 poślubił Jeanne Poincaré, córkę matematyka Henriego Poincaré. Nie mieli dzieci. Był esperantystą, pod koniec życia zajął się promocją tego języka.

## Odznaczenia i wyróżnienia
Odznaczony m.in. Legią Honorową V klasy (1952) i Wielkim Krzyżem Orderu Korony Dębowej.